# Union sportive de Djebel Jelloud
Maillots
L'Union sportive de Djebel Jelloud (arabe : الإتحاد الرياضي بجبل جلود) est un club de football tunisien basé à Djebel Jelloud, fondé en 1947 par le leader Farhat Hached et rattaché pendant un temps à l'Union générale tunisienne du travail qui a inspiré l'emblème officiel du club.
Le club est autrefois connu sous le nom d'Association sportive Ittihad, tout en gardant son nom d'origine en français avec les initiales ASI.
Le stade Moncef-Belkhir, situé à rue de Skikda en Djebel Jelloud, une délégation dépendant du gouvernorat de Tunis, est le terrain où le club reçoit ses adversaires.

## Histoire
Farhat Hached fonde le club, rattaché pendant un temps à l'Union générale tunisienne du travail. L'activité du club est gelée entre 1950 et 1955 avant de reprendre après l'indépendance. Il connaît des hauts et des bas en accédant en Ligue II et en rétrogradant en Ligue V. Le club évolue en 1983-1985 et 1995-1999 en Ligue II.
Le meilleur résultat de l'équipe en coupe de Tunisie est d'atteindre les seizièmes de finale au terme des saisons 1959-1960, 1966-1967, 1980-1981 et 1999-2000.
En 2021, le club est actif en Ligue V. Il est dirigé par Brahim Jomni depuis 2016.

## Stade
L'Union sportive de Djebel Jelloud a joué ses matchs à domicile au stade Moncef-Belkhir, situé sur la rue de Skikda à Djebel Jelloud. Il porte le nom de Moncef Belkhir (ancien joueur emblématique du club, qui meurt sur le terrain en 1995) ; il est également connu sous le nom de stade municipal de Djebel Jelloud et doté de 500 places.
Le stade est rénové avec l'installation d'un terrain en gazon synthétique mis en service le 20 mars 2019. De nouveaux vestiaires sont quant à eux construits à la fin de l'année 2020.

## Parcours

### Championnat
- 1948-1949 : 6e division
- 1949-1950 : 5e division
- 1950-1955 : gel d'activités
- 1955-1958 : 4e division Nord
- 1958-1960 : 3e division Nord
- 1960-1962 : 4e division Nord
- 1962-1965 : 3e division Nord
- 1965-1968 : 4e division Nord
- 1968-1970 : 3e division Nord
- 1970-1973 : 4e division Nord
- 1973-1974 : 3e division Nord
- 1974-1975 : 4e division Nord
- 1975-1983 : 3e division Nord
- 1983-1985 : 2e division Tunis
- 1985-1988 : 3e division Nord
- 1988-1992 : 4e division Nord
- 1992-1995 : 3e division Nord
- 1995-1999 : Ligue II
- 1999-2000 : Ligue III
- 2000-2003 : Ligue IV
- 2003-2012 : Ligue V
- 2012-2014 : Ligue III
- depuis 2015 : Ligue V

### Coupe
- 1958-1959 : premier tour préliminaire
- 1959-1960 : seizièmes de finale
- 1960-1961 : premier tour préliminaire
- 1962-1963 : troisième tour éliminatoire
- 1964-1965 : quatrième tour
- 1965-1966 : troisième tour
- 1966-1967 : seizièmes de finale
- 1967-1968 : deuxième tour
- 1969-1970 : troisième tour
- 1980-1981 : seizièmes de finale
- 1983-1984 : deuxième tour éliminatoire
- 1984-1985 : troisième tour éliminatoire
- 1986-1987 : deuxième tour éliminatoire
- 1987-1988 : premier tour
- 1988-1989 : premier tour
- 1989-1990 : deuxième tour
- 1990-1991 : deuxième tour
- 1991-1992 : troisième tour
- 1992-1993 : troisième tour éliminatoire
- 1993-1994 : premier tour
- 1994-1995 : deuxième tour
- 1995-1996 : sixième tour
- 1996-1997 : cinquième tour
- 1997-1998 : trente-deuxièmes de finale
- 1998-1999 : troisième tour éliminatoire
- 1999-2000 : seizièmes de finale'
- 2000-2001 : deuxième tour
- 2002-2003 : premier tour préliminaire
- 2005-2006 : deuxième tour
- 2006-2007 : premier tour

### Palmarès
L'Union sportive de Djebel Jelloud détient deux titres au total.
| National |
| - Championnat de Ligue IV (1) - Champion : 2013 (Ligue régionale Tunis et banlieue) - Championnat de Ligue V (1) - Champion : 2012 (Ligue régionale Tunis Cap Bon) |

## Personnalités

### Présidents
- Mokdad Snoussi (1955-1958)
- Tijani Bettaieb (1995-1996)
- Mokhtar Bousataa (1996-1997)
- Mahmoud Meftah (1997)
- Abdelkrim Maaouia (1998-1999)
- Mohamed Ali Moulay (2000-2001)
- Khemais Sakr (2001-2002)
- Slaheddine Sabbahi (2002-2005)
- Moncef Hammami (2008-2016)
- Brahim Jomni (depuis 2016)

### Entraîneurs
- Mohamed Gharsallah (1965-1966)
- Kamel Helal (1966-1967)
- Larbi Soudani (1970-1972)
- Mejri Henia (1976-1977)
- Chedly Derouiche puis Ahmed Sghaïer (1979-1980)
- Chedly Derouiche (1980-1981)
- Ahmed Sghaïer (1981-1983)
- Baccar Ben Miled puis Ahmed Lakhdar (1983-1984)
- Chedly Derouiche, Ahmed Mghirbi puis Baccar Ben Miled (1984-1985)
- Baccar Ben Miled (1985-1986)
- Jameleddina Naoui (1986-1987)
- Amor Amri, Hassouna Jomni puis Mohieddine Habita (1987-1988)
- Abdelmajid Gobantini (1988-1989)
- Mohieddine Habita puis Slim Ben Zid (1989-1990)
- Hassen Seriati (1990-1991)
- Youssef Ben Romdhane puis Ali Boughanmi (1991-1993)
- Abdelaziz Ben Miled puis Faouzi Grassi (1993-1994)
- Faouzi Grassi (1994-1995)
- Nizar Khanfir puis Ezzedine Jomni (1995-1996)
- Faouzi Grassi (1996-1997)
- Abid Mchala, Samir Khemiri et Lotfi Jebara puis Abdelkader Tliba (1997-1999)
- Chaker Meftah, Lotfi Jebara, Tahar Bellamine, Abid Mchala puis Hassouna Jomni (1999-2000)
- Brahim Jomni (2000-2002)
- Youssef Ben Romdhane puis Brahim Jomni (2002-2003)
- Abdelkrim Cheikhrouhou (2003-2004)
- Lotfi Smaali puis Brahim Jomni (2004-2005)
- Naoufel Ben Khelifa (2005-2006)
- Souheil Khachroum (2007-2008)
- Belhassen Tounsi puis Khaled Morai (2008-2009)
- Lotfi Ayari, Mohamed Tabboubi puis Souheil Khachroum (2009-2010)
- Ezzedine Jomni (2010-2011)

### Anciens joueurs
- Walid Tayeb[10]